# Oschwand
Oschwand ist ein Weiler im Molassehügelland der Buchsiberge im Berner Verwaltungskreis Oberaargau in der Schweiz.
Der Weiler Oschwand verteilt sich auf die Gemeinden Seeberg BE und Ochlenberg. Auf Ochlenberger Seite befand sich eine Schule, die 2012 geschlossen wurde. Die Reiseschriftstellerin Lina Bögli wurde 1858 in Oschwand geboren. Auf Seeberger Seite lebte während sechzig Jahren der Kunstmaler Cuno Amiet (Mitglied der «Brücke») und starb hier 1961.

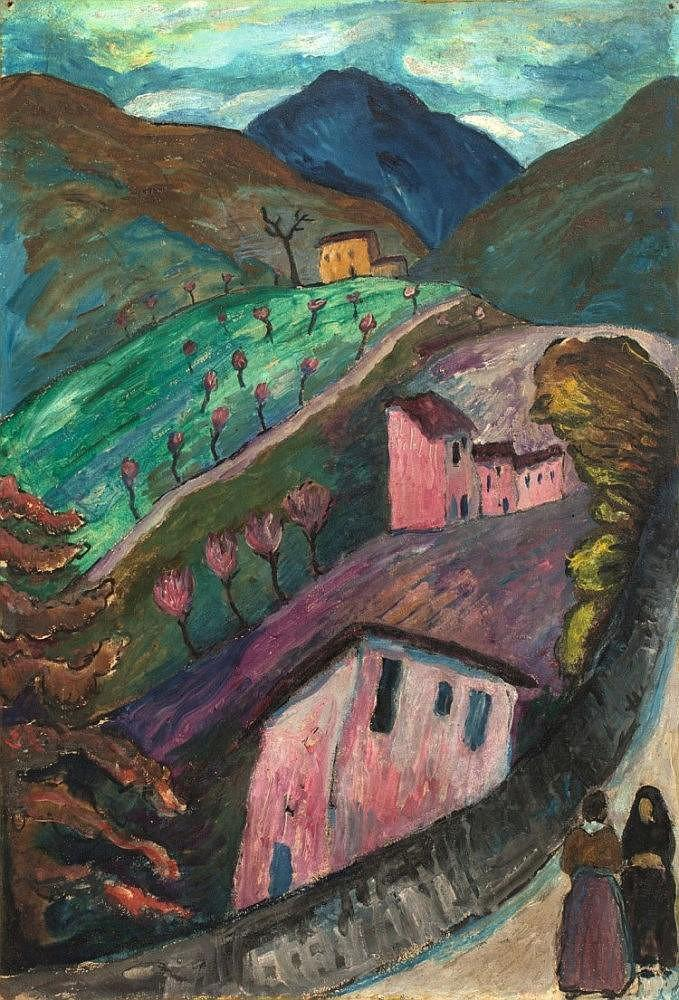
Marianne von Werefkin: Berglandschaft bei Oschwand. (1915/1917)